# طقوس الدفن في مصر القديمة

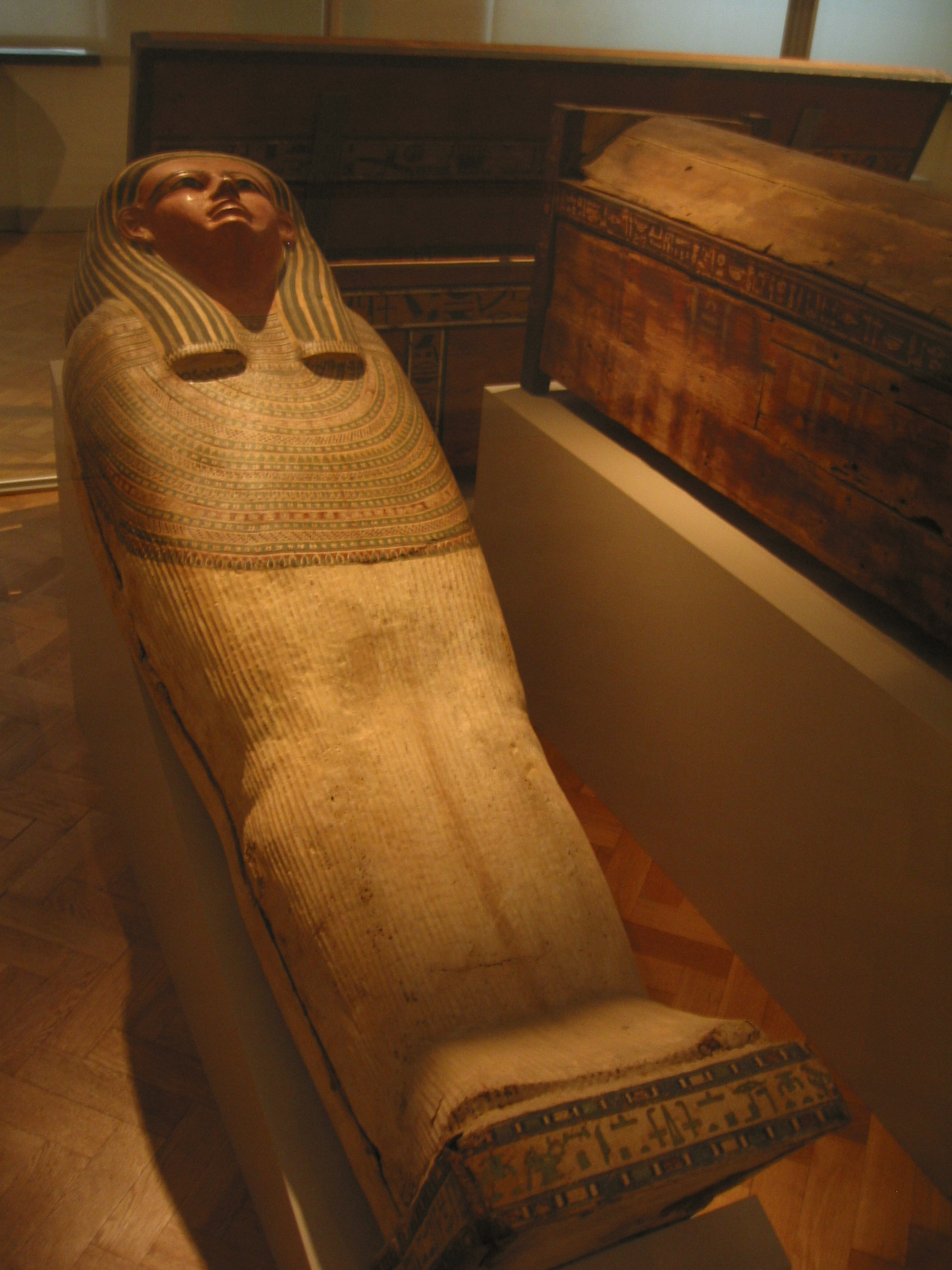
تابوت حجري

لقد وجه المصريون القدماء عناية خاصة بموتاهم فاقت غيرهم من شعوب العالم القديم، واستندت هذه العناية والاهتمام على اعتقادهم في وجود حياة أخرى أبدية، يجب الاستعداد لها.
فبعد موت أي شخص كان يحمله الأهل والأقربون إلى المحنطين، وذلك لسرعة حفظ وتحنيط الجسد بما يضمن له إمكانية عودة الروح لجسده مرة ثانية. وكان التحنيط يتم وفقاً لإحدى طرق ثلاث تتوافق مع إمكانية المتوفى ومكانته.

## الغسل والتطهير
تعتبر عملية غسل وتطهير جسد المتوفى قبل دفنه خطوة على درجة كبيرة من الأهمية في سبيل الإعداد لرحلة الخلود والإقامة في العالم الآخر برفقة المعبودات. ولذلك كان الاهتمام بإعداد وتجهيز المدفن أو المقبرة وتزويدها بالأثاث الجنزى وكل ما يلزم المتوفى خلال هذه الرحلة يعد من أهم الشئون التي اعتنى بها المصري القديم في حالة الملوك أو كبار رجال الدولة.
فقد كان البلاط الملكى وكبار كهنة الدولة يقومون بعملية غسل جثمان الملك، وتحنيطه، ثم لفه بما يناسبه من تمائم وأكفان لكل منها رمزية أو معنى معين. والأمر نفسه كان لدى كبار رجال الدولة والأفراد، كلاً في محيط قدراته وإمكانته.
وكان يسبق عملية الدفن ويلحق بها العديد من المراحل، ويتخللها الكثير من الطقوس والمراسيم الجنائزية، والتي كانت تهدف في مجملها إلى كل ما يخدم المتوفى -ملكاً كان أم فرداً- في صعيد رحلته الأخروية الخالدة. وكان في رأى المصري أن هناك ضرورة قصوى في أداء هذه المراسم والطقوس لكى تتحقق بذلك آمال المتوفى في النعيم والفوز بهذه الحياة الأبدية.
وتعد عملية التحنيط وطقسة فتح الفم -بمراحل كل منهما- بمثابة باكورة هذه الطقوس ومن أهم مراحلها. ويلى ذلك طقوس وشعائر الجنازة منذ خروجها من البيت وحتى وصولها إلى الجبانة، حيث يتم دفن المتوفى داخل المقبرة المخصصة له.
ويلى عملية الدفن طقوس ومراسم أخرى تؤدى بمعرفة الكهنة الجنائزيين وأهل المتوفى، وذلك كضمانة لمصير المتوفى في النعيم الأبدى، وضمان وصول القرابين له بشكل منتظم، بما يكفل له الحياة المنعمة في العالم الآخر.

## التحنيط

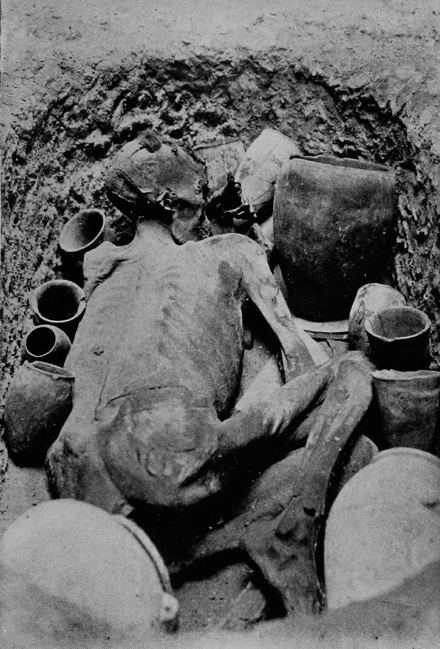
مومياء مصرية في وضع القرفصاء

في إطار إيمان المصري القديم بحياة ما بعد الموت حياة أبدية لا موت بعدها، سعى المصري القديم إلى اتخاذ كل الوسائل اللازمة للحفاظ على جسده سالمًا لا يمس.
ومنذ عصور ما قبل التاريخ والمصري حريص على أن يدفن موتاه في وضع القرفصاء، وهو نفس وضع الجنين في بطن أمه، معتقدًا أنه كما بدأ حياته جنينًا كان لابد أن يدفن على نفس الوضع ليبعث من جديد في العالم الآخر. ولهذا أخذ يهتم بالمقبرة التي بدأت على شكل حفرة أخذ يطورها على امتداد سنوات طويلة، ثم تطورت إلى مصطبة، فمصطبة مدرجة، فهرم، وأخيرًا إلى مقبرة محفورة في الصخر. والتحنيط يمثل علامة بارزة من علامات الحضارة المصرية القديمة، ويعبر عن خبرة متميزة في علوم الطب والتشريح والكيمياء وغيرها.
وكلمة «تحنيط» تشير إلى معالجة الجسد بمواد عطرية وغير عطرية، بما يؤدي إلى الحفاظ عليه في حالة جيدة. وربما كانت البداية الأولى لعلاج الجسد هي تلك التي تعرف بـ «التصبير»، والتي تقابل في الإنجليزية (Embalming). أما التحنيط الذي يمثل العلاج الشامل للجسد فقد عرف في الإنجليزية بـ (Mummification)، ولهذا أصبح الجسد المعالج يعرف بـ (Mummy)، والتي حُرفت في العربية إلى «مومياء»، وكان الاعتقاد السائد حول سبب تسمية الجسد المعالج بـ «مومياء» هو أنها مشتقة من الكلمة الفارسية «موميا Mummia»، والتي تعني القار (البيتومين)، اعتقادًا ممن أطلقوا هذا المسمى بأن القار كان من بين المواد الرئيسية التي استخدمت في التحنيط عندما لاحظوا سواد لون بعض المومياوات، وإن اتضح بعد الفحص والتحليل أن القار لم يستخدم في تحنيط المومياوات المصرية.

## الجنازة

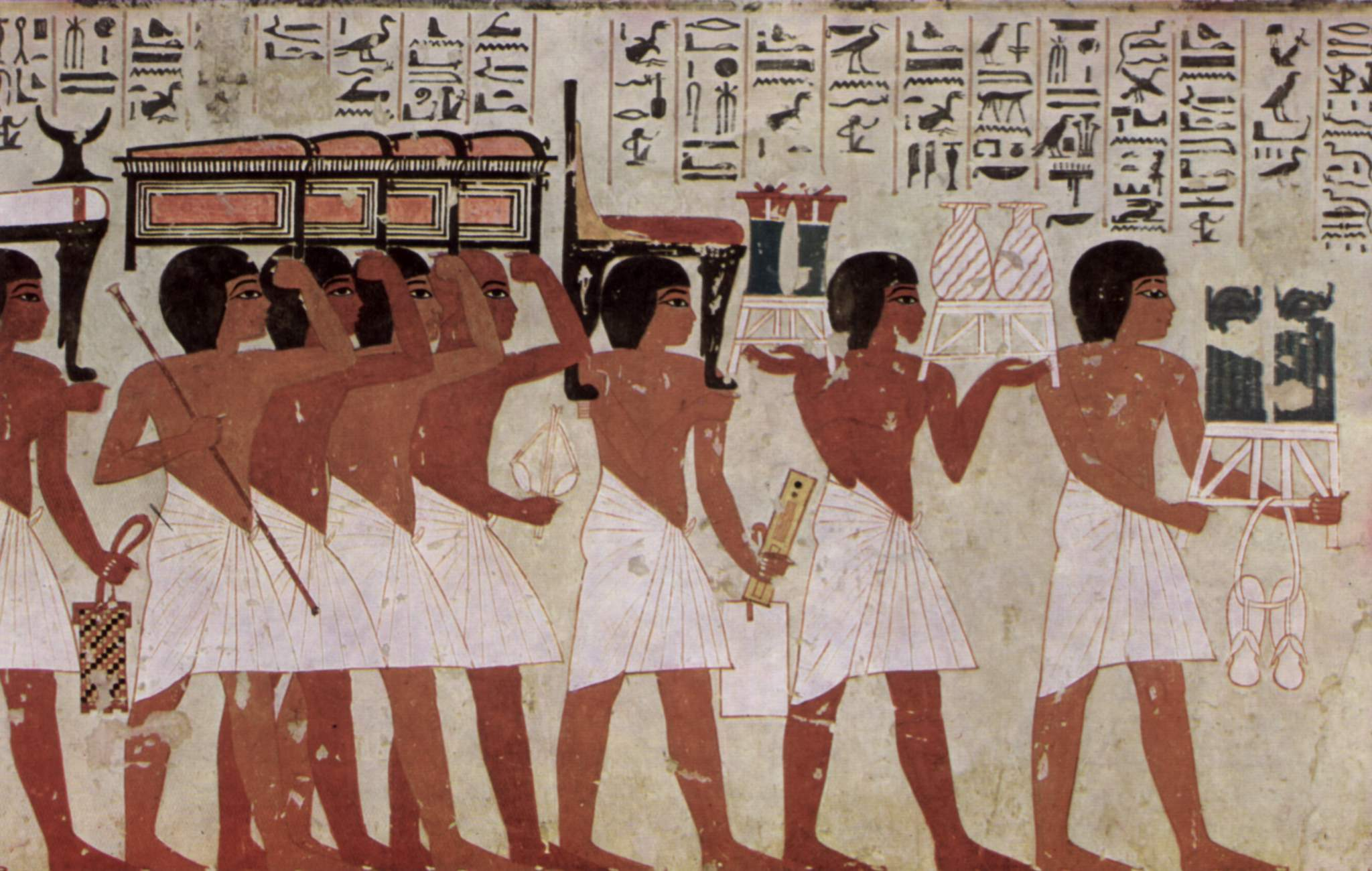
الجنازة في مصر القديمة

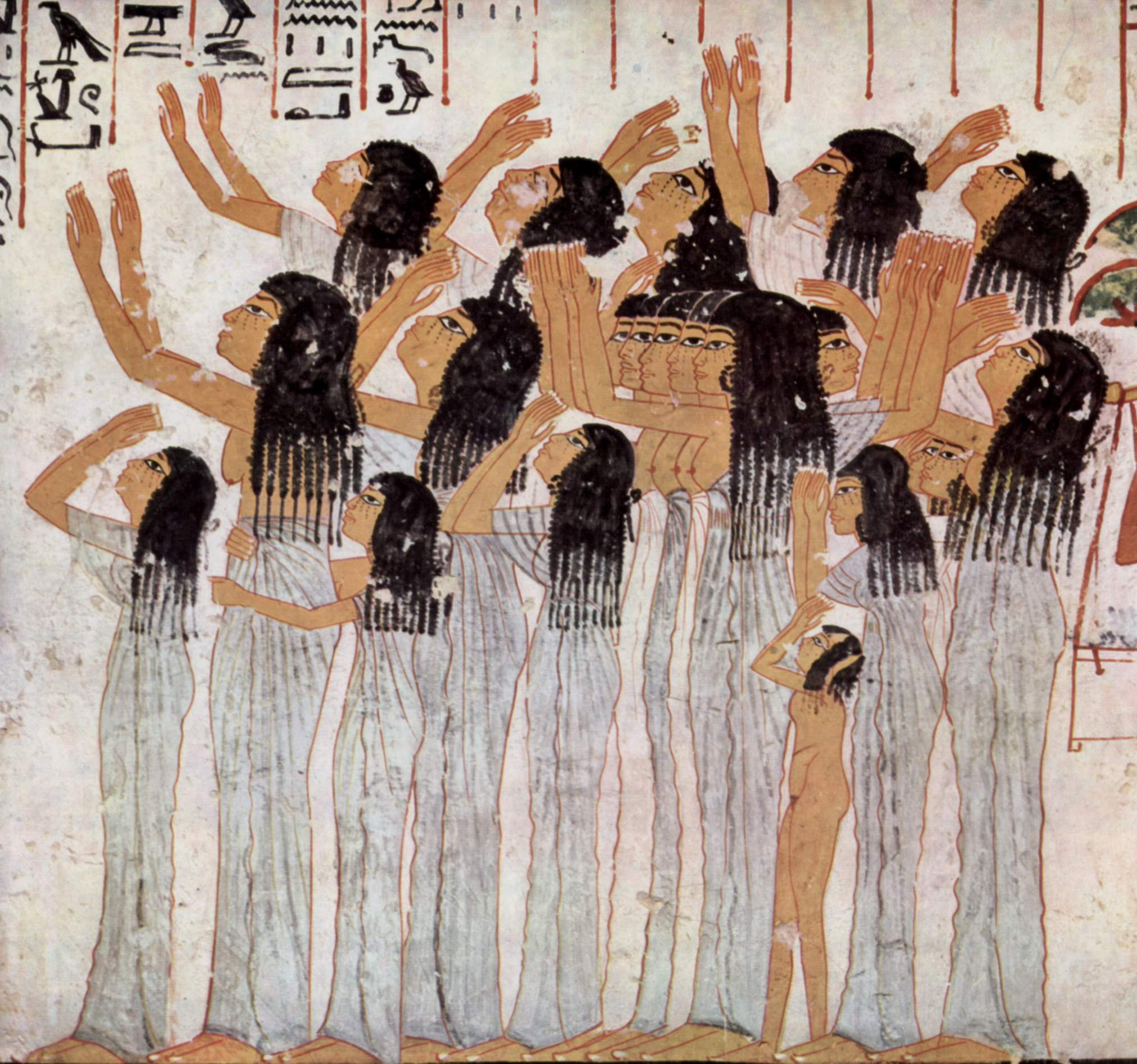
الناحبات في الجنائز المصرية القديمة

ويصطحب المتوفى بعد ذلك في موكب يحضره الأهل والأقربون، وتتباين عظمة ومهابة هذا الموكب أيضاً وفق المكانة التي حظى بها الشخص المتوفى خلال حياته. ويعرف هذا الموكب بموكب الجنازة، وكان يصاحب المتوفى فيه أثاثه الجنزى، وكل الإمدادات اللازمة للمقبرة. ويبدو من الصعب تحديد الفترة التي تفصل بين الانتهاء من عملية التحنيط، وقيام الجنازة؛ حيث كان ينبغى أن يقوم المتوفى برحلة لزيارة الأماكن المقدسة، لا سيما «أبيدوس» موضع دفن رأس المعبود «أوزير» في مصر العليا، وكذلك «بوزيرس» (أبو صير) في الدلتا، حيث دفن العمود الفقرى. وكان الهدف من تلك الرحلة هو الحصول على رعاية ودعم المعبود «أوزير» رب الموتى والعالم الآخر، وتحقيق المصير الأوزيرى للمتوفى، وبذلك يضمن الإحياء والبعث مرة ثانية.وعادة ما يتخلل هذه الرحلة المشاركة في أعياد «أوزير» التي تقام في «أبيدوس». وكان عادة ما يقوم الملك بهذه الرحلة في موكب مهيب، ويشارك كبار الأفراد في مثل هذه الرحلات، بينما قد يكتفى عامة الناس من الفقراء بالزيارة الرمزية.